# Santa Marta de Portuzelo
Santa Marta de Portuzelo es una freguesia portuguesa del concelho de Viana do Castelo, con 6,72 km² de superficie y 5500 habitantes (2006). Su densidad de población es de 566,8 hab/km².